# Zgornja Jablanica
Zgornja Jablanica – wieś w Słowenii, w gminie Šmartno pri Litiji. W 2018 roku liczyła 95 mieszkańców.